# استفان اولسون
استفان اولسون (انگلیسی: Staffan Olsson؛ زادهٔ ۲۶ مارس ۱۹۶۴) بازیکن سابق و مربی هندبال اهل سوئد است.